# Шефлер, Фриц
Фриц Шефлер (нем. Fritz Schaefler, род. 31 декабря 1888 г. Эшау — ум. 24 апреля 1954 г. Кёльн) — немецкий график и художник-экспрессионист.

## Жизнь и творчество
Детство художника прошло в Шпессарте, в Нижней Франконии (Бавария). Окончил гимназию в Ландсхуте (Нижняя Бавария), после чего учился в мюнхенском Политехникуме, а также в Школе прикладного искусства и в мюнхенской Академии искусств (в 1905—1909). В 1909—1910 годах Ф.Шефлер добровольно проходит годичную военную службу. В том же 1910 году он открывает в Мюнхене свою мастерскую, где были созданы его первые рисунки и полотна. В 1914 году, с началом Первой мировой войны, художник был призван в армию и отправлен на Западный фронт. Здесь он создаёт театральные декорации (для армейского театра). В 1916 году Ф.Шефлер был тяжело ранен в голову, и в 1917 — демобилизован.
К 1918 году относятся первые графические работы Ф.Шефлера. В 1918—1919 годах он активно участвует в деятельности Баварской советской республики и становится членом комитета «Революционный художник (Revolutionärer Künstler)». Эти годы были наиболее плодотворными в творчестве мастера. В 1919 он также сотрудничает с журналом «Путь» (Der Weg). После падения Советской власти в Баварии в 1919 году Ф.Шефнер вынужден был бежать из Мюнхена в Пассау, к своему другу, художнику Альфреду Кубину. В 1920 году он переезжает со своей семьёй на озеро Кимзе, где и живёт до 1927 года. Здесь он пишет множество акварелей и полотен темперой, а в 1920—1921 годах — также театральные декорации для постановок произведений У.Шекспира.
В 1927 году Ф.Шефлер переезжает в Кёльн. В 1929—1930 он выпускает яркие, красочные произведения для больниц и, также, для дрезденской Международной выставки гигиены (1930). В 1930-е годы художник создаёт более сотни росписей по стеклу, сграффито и алтарных полотен для церквей. После прихода в Германии к власти национал-социалистов его творчество было заклеймлено как «дегенеративное»; в 1938 году два полотна Ф.Шефлера были показаны на мюнхенской выставке дегенеративного искусства, и все его работы изъяты из немецких музеев и частично уничтожены.
С 1942 года художник некоторое время живёт в Ремершейде (Бергишес Ланд). С 1945 он снова в Кёльне, и начиная с 1950 года пишет преимущественно абстрактные полотна.